# Evolução do Metropolitano de Lisboa

Diagrama animado.

Desde a sua inauguração em 1959, o Metropolitano de Lisboa tem sofrido diversas alterações, tanto na configuração das linhas como nos nomes das estações. As imagens seguintes mostram a evolução da rede ao longo dos anos.
| Diagrama | Mapa    | Acontecimentos / alterações                               | Acontecimentos / alterações | Acontecimentos / alterações |
| --- | ------- | --------------------------------------------------------- | --------------------------- | --------------------------- |
| |         | de dezembro de 1959 a janeiro de 1963 (3 anos + 1 mês)    |                             |                             |
| 11 estações | 06,6 km | 1 linha                                                   |                             |                             |
| Inauguração da rede original Estações: Sete Rios, Palhavã, São Sebastião, Parque, Rotunda, Avenida, Restauradores, Picoas, Saldanha, Campo Pequeno e Entre Campos |         |                                                           |                             |                             |
| |         | de janeiro de 1963 a setembro de 1966 (3 anos + 8 meses)  |                             |                             |
| 12 estações | 07,1 km | 1 linha                                                   |                             |                             |
| Nova estação: Rossio |         |                                                           |                             |                             |
| |         | de setembro de 1966 a junho de 1972 (5 anos + 9 meses)    |                             |                             |
| 15 estações | 08,6 km | 1 linha                                                   |                             |                             |
| Novas estações: Socorro, Intendente e Anjos |         |                                                           |                             |                             |
| |         | de junho de 1972 a outubro de 1988 (16 anos + 5 meses)    |                             |                             |
| 20 estações | 12,0 km | 1 linha                                                   |                             |                             |
| Novas estações: Arroios, Alameda, Areeiro, Roma e Alvalade |         |                                                           |                             |                             |
| |         | de outubro de 1988 a abril de 1993 (4 anos + 6 meses)     |                             |                             |
| 24 estações | 15,8 km | 1 linha                                                   |                             |                             |
| Novas estações: Laranjeiras, Alto dos Moinhos, Colégio Militar / Luz e Cidade Universitária |         |                                                           |                             |                             |
| |         | de abril de 1993 a julho de 1995 (2 anos + 3 meses)       |                             |                             |
| 25 estações | 18,9 km | 1 linha                                                   |                             |                             |
| Nova estação: Campo Grande |         |                                                           |                             |                             |
| |         | de julho de 1995 a outubro de 1997 (2 anos + 4 meses)     |                             |                             |
| 27 estações | 18,9 km | 2 linhas                                                  |                             |                             |
| Desconexão da Rotunda Criação da Linha Azul e da Linha Amarela Nova estação (Linha Amarela): Rotunda |         |                                                           |                             |                             |
| |         | de outubro de 1997 a dezembro de 1997 (0 anos + 2 meses)  |                             |                             |
| 29 estações | 20,5 km | 2 linhas                                                  |                             |                             |
| Novas estações (Linha Azul): Carnide e Pontinha |         |                                                           |                             |                             |
| |         | de dezembro de 1997 a março de 1998 (0 anos + 3 meses)    |                             |                             |
| 30 estações | 21,1 km | 2 linhas                                                  |                             |                             |
| Nova estação (Linha Amarela): Rato |         |                                                           |                             |                             |
| |         | de março de 1998 a abril de 1998 (0 anos + 1 mês)         |                             |                             |
| 30 estações | 21,1 km | 3 linhas                                                  |                             |                             |
| Desconexão do troço Restauradores – Rossio: Criação da Linha Verde Renomeação das estações: - Sete Rios → Jardim Zoológico - Rotunda → Marquês de Pombal - Socorro → Martim Moniz - Palhavã → Praça de Espanha |         |                                                           |                             |                             |
| |         | de abril de 1998 a maio de 1998 (0 anos + 1 mês)          |                             |                             |
| 32 estações | 22,5 km | 3 linhas                                                  |                             |                             |
| Novas estações (Linha Verde): Baixa-Chiado e Cais do Sodré |         |                                                           |                             |                             |
| |         | de maio de 1998 a julho de 1998 (0 anos + 3 meses)        |                             |                             |
| 37 estações | 27,5 km | 4 linhas                                                  |                             |                             |
| Inauguração da Linha Vermelha Novas estações (Linha Vermelha): Alameda, Olaias, Bela Vista, Chelas e Oriente |         |                                                           |                             |                             |
| |         | de julho de 1998 a agosto de 1998 (0 anos + 1 mês)        |                             |                             |
| 38 estações | 27,5 km | 4 linhas                                                  |                             |                             |
| Nova estação (Linha Vermelha): Cabo Ruivo |         |                                                           |                             |                             |
| |         | de agosto de 1998 a dezembro de 1998 (0 anos + 5 meses)   |                             |                             |
| 39 estações | 28,1 km | 4 linhas                                                  |                             |                             |
| Nova estação (Linha Azul): Baixa-Chiado |         |                                                           |                             |                             |
| |         | de dezembro de 1998 a dezembro de 2002 (4 anos + 0 meses) |                             |                             |
| 40 estações | 28,1 km | 4 linhas                                                  |                             |                             |
| Nova estação (Linha Vermelha): Olivais |         |                                                           |                             |                             |
| |         | de dezembro de 2002 a abril de 2004 (1 ano + 5 meses)     |                             |                             |
| 41 estações | 28,7 km | 4 linhas                                                  |                             |                             |
| Nova estação (Linha Verde): Telheiras |         |                                                           |                             |                             |
| |         | de abril de 2004 a maio de 2004 (0 anos + 1 mês)          |                             |                             |
| 46 estações | 33,7 km | 4 linhas                                                  |                             |                             |
| Novas estações (Linha Amarela): Quinta das Conchas, Lumiar, Ameixoeira, Senhor Roubado e Odivelas |         |                                                           |                             |                             |
| |         | de maio de 2004 a dezembro de 2007 (3 anos + 8 meses)     |                             |                             |
| 48 estações | 35,1 km | 4 linhas                                                  |                             |                             |
| Novas estações (Linha Azul): Alfornelos e Amadora Este |         |                                                           |                             |                             |
| |         | de dezembro de 2007 a agosto de 2009 (1 ano + 8 meses)    |                             |                             |
| 50 estações | 37,3 km | 4 linhas                                                  |                             |                             |
| Novas estações (Linha Azul): Terreiro do Paço e Santa Apolónia |         |                                                           |                             |                             |
| |         | de agosto de 2009 a julho de 2012 (2 anos + 11 meses)     |                             |                             |
| 52 estações | 39,5 km | 4 linhas                                                  |                             |                             |
| Novas estações (Linha Vermelha): São Sebastião e Saldanha |         |                                                           |                             |                             |
| |         | de julho de 2012 a abril de 2016 (3 anos + 10 meses)      |                             |                             |
| 55 estações | 42,8 km | 4 linhas                                                  |                             |                             |
| Novas estações (Linha Vermelha): Moscavide, Encarnação e Aeroporto |         |                                                           |                             |                             |
| |         | desde abril de 2016 (há 8 anos)                           |                             |                             |
| 56 estações | 44,2 km | 4 linhas                                                  |                             |                             |
| Novas estação (Linha Azul): Reboleira |         |                                                           |                             |                             |
| |         | previsto para outubro de 2024 (dentro de 0 ou 1 ano)      |                             |                             |
| 58 estações | 46,5 km | 4 linhas                                                  |                             |                             |
| Projetado desde 2017: Estações Cidade Universitária, Entre Campos, Campo Pequeno, Saldanha, Picoas, Marquês de Pombal e Rato passarão a integrar a Linha Verde; Telheiras passará a integrar a Linha Amarela Novas estações (Linha Verde): Santos e Estrela |         |                                                           |                             |                             |
| |         | previsto para 2026 (dentro de 0 anos)                     |                             |                             |
| 75 estações | 58,5 km | 5 linhas                                                  |                             |                             |
| Inauguração da Linha Violeta Novas estações (Linha Violeta): Hospital Beatriz Ângelo, Planalto da Caldeira, Torres da Bela Vista, Jardim da Radial, Ramada Escolas, Ribeirada, Jardim do Castelinho, Odivelas Estação, Heróis de Chaimite, Chafariz d´El Rei, Póvoa de Santo Adrião, Flamenga, Santo António dos Cavaleiros, Quinta do Almirante, Conventinho, Loures e Várzea de Loures |         |                                                           |                             |                             |
| |         | previsto para 2026 (dentro de -2 ou -1 anos)              |                             |                             |
| 79 estações | 62,6 km | 5 linhas                                                  |                             |                             |
| Projetado desde 2017: Novas estações (Linha Vermelha): (estação inválida), Campo de Ourique, Infante Santo e Alcântara |         |                                                           |                             |                             |